# 精神续作
精神续作（英語：spiritual successor），或称精神续集（英語：spiritual sequel），是指一個新作品和已經發售的作品類似或者受到明顯的影響，同時新作品在法理上完全獨立。這類作品的出現大多是因為創作者無法保留先前作品的版權，繼而沿用前作的設定和元素創作類似的作品。

## 文學領域
亞瑟·柯南·道爾創作的偵探小說《福尔摩斯探案》在流行後，不少作者模仿他的作品，甚至是沿用作品世界觀和人物設定。

## 电子游戏領域
在電子遊戲領域，同一批開發者或者工作室創作的新系列作品，如果與過去作品的風格、主題和玩法類似，會視為過去作品的精神續作。如FromSoftware開發的《恶魔之魂》和《黑暗之魂》，後者視為前者的精神續作，兩者皆是黑暗奇幻主題，美術風格和玩法類似。又如《雙點醫院》的制作人马克·韦伯利、设计师加里·卡尔及程序师本·荷姆斯都是1997年发行的同类游戏《杏林也瘋狂》的牛蛙工作室开发者，而擁有《杏林也瘋狂》商標的牛蛙工作室被美商藝電收購後解散，美商藝電擁有版權但無意開發續作，因此原開發者在離開牛蛙工作室後僅能以新名稱開發精神續作。同樣的例子還有擁有《武林群俠傳》版權的智冠科技與開發精神續作《俠客風雲傳》的原工作室河洛工作室，以及擁有《惡魔城系列》版權的科樂美與開發精神續作《血咒之城：暗夜儀式》的原製作人五十嵐孝司。
新開發者對過去作品的玩法復刻，創作出來的作品有時也會視為精神續作，如《影子战术：将军之刃》雖然和盟军敢死队系列題材不同，但是由於玩法上的相似被視為是精神續作。
部分作品愛好者創作的同人作品也被稱為「精神續作」，同人作品模仿原作的美術風格和戰鬥系統，甚至沿用部分世界觀，通過修改角色名稱等方式避免版權方的訴訟。
其他例子，1991年西山隆志為SNK设计的《饿狼传说》格鬥游戏，為同一设计者在1987年卡普空初版街头霸王的精神續作。

## 影視領域
電影製作人J·J·艾布拉姆斯在宣傳《科洛弗10號地窖》時不斷強調該作不是《科洛弗檔案》續作，而是精神續作。
在香港，2000年韋家輝為亞洲電視創作的《世紀之戰》為同一編劇在1992年無綫電視《大時代》的精神續作。